# Triuncidia
Triuncidia is een geslacht van vlinders van de familie grasmotten (Crambidae), uit de onderfamilie Pyraustinae.

## Soorten
- T. eupalusalis Walker, 1859
- T. ossealis Hampson, 1899